# Соната для фортепіано № 1 (Моцарт)
Соната для фортепіано № 1 В. А. Моцарта, KV 279, До мажор написана 1775 року в Мюнхені. Складається з трьох частин:
1. Allegro
2. Andante
3. Allegro

Соната триває близько 13 хвилин.